# Producent
Producent – podmiot produkujący towary w celu ich sprzedaży na rynku. Celem producenta jest zwykle maksymalizacja udziału jego produktów w rynku, a co za tym idzie maksymalizacja zysków.